# Georg Poss
Georg Poss   (Francònia, 1570 - Czerwieńczyce, 1633) fou un compositor, trompetista i corneta alemany.
Passà la seva vida servint als Habsburg, probablement començà com a infant de cor. El 1594 és registrat com a trompetista hi emprat de l'arxiduc Maximilià el qual, com a Maestre dels Cavallers Teutònics Catòlics a Mergentheim, Francònia, mantenia una capella dirigida per Aegidius Bassengius.
Publicà: Liber primus missarum 8 et 6 vocibus (Augsburg, 1608), i Orphoeus mixtus vel concentus musici tam sacris quam profanis usibus, tam instrumentis quam voc. humanis concinati (Augsburg, 1608).